# Park prehistoryczny
Park prehistoryczny – sześcioodcinkowy serial, wyprodukowany przez stację telewizyjną ITV i spółkę Impossible Pictures. Serial opowiada o przygodach zoologa Nigela Marvena i jego przyjaciół, którzy sprowadzają prehistoryczne zwierzęta do osobliwego rezerwatu przyrody – Parku Prehistorycznego.

## Fabuła
Na ziemi kiedyś żyło wiele niezwykłych zwierząt, które po jakimś czasie wyginęły. Jednak teraz te gatunki można przywrócić naturze. Przyrodnik Nigel Marven w każdym odcinku za pomocą pewnego teleportu wyrusza do różnych epok geologicznych w poszukiwaniu wymarłych gatunków zwierząt, aby to następnie sprowadzić je do naszych czasów, gdzie mają zamieszkać w "Parku prehistorycznym".

## Bohaterowie
- Nigel Marven – główny bohater i dyrektor parku. Jest odpowiedzialny za sprowadzanie zwierząt do Parku Prehistorycznego.
- Rod Arthur "Bob" – opiekun zwierząt żyjących w parku prehistorycznym.
- Susann McNabb – weterynarz parku prehistorycznego
- Jim, Ben – członkowie ekipy.
- Mike – kamerzysta.

## Zwierzęta zamieszkujące park
Zwierzęta prehistoryczne:
- Triceratops (samiec o imieniu Theo)
- Ornitomimy (13 dorosłych i 8 młodych)
- Tyranozaury (brat i siostra o imionach Terence i Matylda)
- Mamut włochaty (samica o imieniu Marta)
- Elasmotherium (samiec)
- Mikroraptory (4 osobniki, z czego 3 samce i jedna samica)
- Borealozaury (9 osobników, z czego 5 samców i 4 samice)
- Fororak (samiec)
- Smilodony (samiec, samica i dwoje młodych, samica ma na imię Sabrina)
- Meganeura (samiec)
- Pulmonoscorpius (samica)
- Arthropleura (samiec)
- Deinozuch (samica)
- Troodon (samiec o imieniu Rascal)

Zwierzęta współczesne:
- słonie afrykańskie
- gepard
- krokodyl nilowy
- ibis czczony
- ararauny
- kameleon Jacksona
- heterodon zachodni
- żółw grecki
- czapla złotawa

## Opisy odcinków

### Odcinek 1 – "W pogoni za tyranozaurami"
Zwierzęta występujące w odcinku:
- Tyrannosaurus
- Triceratops
- Ornithomimus
- Quetzalcoatlus (do jego pokazania zostały wykorzystane komputerowe modele nyktozaurów)

Nigel wraz z ekipą wyruszają do okresu kredowego aby sprowadzić do Parku Prehistorycznego tyranozaura. Wyprawa jest trudna, gdyż do kuli ziemskiej zbliża się meteoryt o średnicy dziesięciu kilometrów. Nigel sprowadza do parku triceratopsa, ale wciąż nie nalazł tego czego szukał. Zostaje trochę w parku po czym cofa się po raz drugi czasie. Sprowadza do parku 13 ornitomimów. W końcu tuż przed uderzeniem komety, znajduje gniazdo samicy tyranozaura, zabitej przez samca i po walce z czasem sprowadza do parku dwa młode tyranozaury, którym nadaje imiona Terence i Madylda. 

### Odcinek 2 – "Na tropie mamutów"
Zwierzęta występujące w odcinku:
- Mamut włochaty
- Elasmotherium
- Niedźwiedź jaskiniowy
- Człowiek z Cro-Magnon
- Hiena jaskiniowa
- Wilki ("zagrane" przez prawdziwe zwierzęta)

Po sprowadzeniu tyranozaurów, Nigel chce umieścić w parku mamuta włochatego. Z realizacją swojego celu udaje się do końca epoki lodowcowej. Zaczyna poszukiwania na skraju lasu. Wchodzi do jaskini, ale okazuje się, że ma ona mieszkańca – jest nim niedźwiedź jaskiniowy. Nigel zdołał przed nim uciec. Jadąc dalej lasem natrafił na ślady obecności mamuta. Znalazł piszczałkę zrobioną przez ludzi z ciosu mamuta oraz świeże odchody. W końcu  znalazł na polanie nad strumykiem dwa mamuty. Jeden leżał, a drugi nad nim czuwał. Okazało się, że leżący mamut jest martwy, a stojący ranny. Ekipa dała rannemu mamutowi środek usypiający. Była to samica. W  nocy ekipa czuwała aby samicy mamuta nie zaatakowały wilki i ludzie. Rano mamut wstał i przeszedł przez wrota czasu. W parku mamucica dostała imię Marta i zaczęła chorować. Nigel postanowił cofnąć się w czasie do okresu,  kiedy mamutom żyło się najlepiej. Chce zbadać próbki roślin z tego okresu. Obserwuje życie stadne mamutów i nagle przy jego skuterze śnieżnym pojawił się nosorożec włochaty – elasmoterium. Razem z próbkami sprowadza go do parku. Marta niestety nadal jest chora i nie chce jeść. Nigel postanawia dołączyć ją do stada słoni. Myśli, że mamut jest chory z braku towarzystwa. Samicy mamuta od razu się polepszyło, gdy słonie ją zaakceptowały. 

### Odcinek 3 – "W poszukiwaniu czteroskrzydłych stworów"
Zwierzęta występujące w odcinku:
- Microraptor
- Borealosaurus (zidentyfikowany jako tytanozaur)
- Mei Long
- Incisivosaurus
- Eosipterus (zidentyfikowany jako pterozaur)

Tym razem Nigel chce sprowadzić do parku mikroraptora. Przenosi się więc do dolnej kredy, około 125 milionów lat temu. Okolice północnych Chin nie są jednak bezpieczne – w każdej chwili może wybuchnąć potężny wulkan, więc ekipa musi się śpieszyć. Gdy wszyscy poszli podziwiać pterozaury, ich obóz został splądrowany przez jakieś drapieżniki. Ekipa udaje się w las i jest śledzona przez jakieś zwierzęta. Po drodze Nigel spotyka dziwne stworzenie, które na początku uznał za mikroraptora. Okazało się, że ten dinozaur, to Incisivosaurus. Podziwianie zwierzęcia przerwało nagłe zaatakowanie członka ekipy przez małe zwinne drapieżniki o nazwie Mei Long. Dinozaury chciały zdobyć prowiant ekipy z plecaka, więc zaatakowany członek zostawił im go. Po wielu próbach Nigel nie złapał jednak żadnego mikroraptora. Jak się później okazało mikroraptory wędrują za zauropodami z gatunku borealozaur. Tak więc Nigel udaje się na chwilę do parku po odpowiedni sprzęt. Gdy wraca także rusza tropem olbrzymich zauropodów. Wędrując za tytanozaurami spotyka martwą gromadę wcześniej poznanych Mei longów, które wyglądają jakby spały na gniazdach. Zabił je dwutlenek węgla. W końcu udaje mu się złapać cztery mikroraptory, ale Nigel chce sprowadzić do parku również zauropody, które wędrują prosto w stronę wulkanu, a ten wybucha. Spanikowane tytanozaury wchodzą prosto w teleport czasowy, przygotowany przez Nigela. Kolejna wyprawa kończy się pomyślnie. 

### Odcinek 4 – "Śladami tygrysa szablozębnego"
Zwierzęta występujące w odcinku:
- Smilodon
- Fororak
- Toxodon
- Mazama ruda ("zagrana" przez prawdziwe zwierzę)
- Pancernik ("zagrany" przez prawdziwe zwierzę)
- Glyptodon (wspomniany przez Nigela)
- muchówki ("zagrane" przez prawdziwe zwierzęta)

Nigel wyrusza do plejstocenu aby sprowadzić do parku smilodona i fororaka. Już na początku swojej wyprawy spotyka toksodona. Chwilę później Nigel dostrzega tygrysa szablozębnego, który powala na ziemię masywnego ssaka. W czasie gdy samica smilodona się pożywia, fororak próbuje odebrać jej łup, lecz samicy udaje się zatrzymać zdobycz dla siebie. Po tym jak przybyła rodzina simlodonów i zaspokoiła głód, Nigel postanawia sprowadzić do parku wygłodniałego fororaka. Po powrocie do parku, Nigel postanawia przenieść się w czasie o milion lat później, gdy tygrysy szablozębne były już na wymarciu. Wybiera się tam ze specjalistką od dużych kotów - Sabą Douglas-Hamilton. Gdy docierają na miejsce okazuje się, że okolica jest opustoszała, ale znajdują samicę smilodona, która nie może wykarmić młodych oraz oddalonego od niej samca. Sprowadza obydwa zwierzęta do parku i tak kończy się kolejna misja ratunkowa. 

### Odcinek 5 – "Wyprawa do świata owadów gigantów"
Zwierzęta występujące w odcinku:
- Arthropleura
- Meganeura
- Pulmonoscorpius
- Crassigyrinus

Nigel cofa się 300 milionów lat wstecz, do karbonu, gdy światem władały olbrzymie owady. Chce sprowadzić do parku kilka takich zwierząt, a przede wszystkim olbrzymiego wija - artropleurę. Na samym początku wyprawy jego samochód jednak utknął w bagnie. Nigel z ekipą musi udać się pieszo przez mokradła. Po drodze decyduje się wejść na prastare drzewo, bo podejrzewa, że tam mogą być prehistoryczne latające owady. Spotyka lecącą w kierunku wody olbrzymią ważkę - Meganeura i też postanawia tam się udać. Podczas wędrówki przez bagna natyka się na artropleurę. Decyduje się sprowadzić tego owada do parku, gdzie zamieszka w specjalnie przygotowanej dla owadów z tej epoki pomieszczenia, ale ta mu ucieka. Gdy Nigel dociera do jeziora, przy którym jaja składają ważki, postanawia jedną z nich sprowadzić do parku, co mu się udaje. Podczas polowania na ważki zostaje ukąszony przez tajemnicze zwierzę pod wodą, gdy je wyławia okazuje się, że jest to Crassigyrinus – prastary płaz. Nie sprowadza go jednak do parku, lecz wypuszcza na wolność. Później, gdy Nigel chce sprowadzić do parku Pulmonoscorpius - wielkiego skorpiona, na bagnach wybuchł potężny pożar. Ekipa musi szybko wydobyć samochód z błota. Biegnąc Nigel potyka się o artropleurę i postanawia, że musi ją uratować, bo inaczej spłonie żywcem. W ostatnich chwilach łapie olbrzymiego wija i ekipa uchodzi jednak z życiem, wydobywając samochód z pomocą tytanozaura, który pociąga go po drugiej stronie portalu. Tak skończyła się najbardziej dramatyczna przygoda w świecie prehistorycznym.

### Odcinek 6 – "Polowanie na Deinosuchusa"
Zwierzęta występujące w odcinku:
- Deinosuchus
- Albertosaurus
- Parasaurolophus
- Nyctosaurus
- Troodon

Nigel wyrusza w swoją ostatnią podróż w przeszłość do prehistorycznego Teksasu 75 milionów lat temu, gdy na ziemi królowały dinozaury, aby sprowadzić do parku deinozucha (olbrzymiego, 12-metrowego krokodyla). Na początku wyprawy spotyka dwa albertozaury. Te potężne drapieżniki ścigają równie niezwykłe zwierzęta – parazaurolofy. Tymczasem ekipa udaje się nad brzeg morza, aby zapolować na olbrzymiego krokodyla. Tam ponownie spotyka parazaurolofy, tylko tym razem w stadzie, a Nigel wzbija się w powietrze paralotnią i lata z nyktozaurami - gatunkiem pterozaurów z wielkim grzebieniem. Nigel postanawia zostawić jeep na plaży i popłynąć łódką w głąb rzeki. Po drodze spotyka się oko w oko z olbrzymim deinozuchem. Nigel uchodzi z życiem i dociera nad wielkie jezioro, gdzie na brzegu po jednej stronie odpoczywają wielkie aligatory, a daleko po drugiej jest stado parazaurolofów. Ekipa obserwuje scenę polowania. Następnego dnia koło obozu jest wielkie zamieszanie. Trzy albertozaury upolowały parazaurolofa, a deinozuchy odbierają im zdobycz. Nigel nie traci czasu. Obmyśla i wraz z ekipą rozstawia pułapkę na bestię. Potrzebują jednak przynęty, którą zostawili na plaży w samochodzie. Nigel idąc przez las dociera do auta i spotyka troodony, które raczą się kawałem mięsa z samochodu. Odstrasza je i wieczorem przyjeżdża do obozu. Podczas nocy troodony jednak ukradły mięso, a rano Nigel decyduje sam zwabić deinozucha. Wszystko przebiega zgodnie z planem i ekipa sprowadza olbrzymiego aligatora. Przypadkiem do parku trafia również troodon, który robi tam zamieszanie, przez co tytanozaury zniszczyły ogrodzenie i Matylda wydostaje się na wolność. Zbliża się do stada słoni, lecz mamucica Marta odpędza ją, ale to nie koniec kłopotów – Matylda zaczyna ścigać Nigela. Jednak zoolog zdołał uciec przed samicą tyranozaura. Udaje się przywrócić do parku spokój. Tak skończyła się ostatnia wyprawa ratunkowa. 

## Błędy
- W piątym odcinku Nigel cofa się razem z ekipa filmową o 300 milionów lat. Zostało już wspomniane, że wtedy w atmosferze było więcej tlenu. Jednakże nie uwzględniono ich reakcji na nadmiar tlenu. Nie dostali szoku tlenowego.
- Mikroraptory pojawiły się tylko w trzecim odcinku. W kolejnych widać tylko jednego, który "mieszka" z papugą.
- Mikroraptor nie jest przodkiem ptaków, co nie zmienia faktu, że jest z nimi blisko spokrewniony.
- Mei Long nie żył w towarzystwie mikroraptora – jest on późniejszy,
- Ornithomimus i Troodon powinny być pokryte piórami, a nie łuskami.
- Mei Long jest w tym serialu przedstawiana jako znacznie większy niż w rzeczywistości.
- Albertozaur nie jest przodkiem tyranozaura tylko jego krewnym.
- Ornithomimus i Incisivosaurus nie były prawdziwymi roślinożercami, lecz raczej wszystkożercami.
- Jest mało prawdopodobne, aby tyranozaur mógł biec z prędkością 40 mil na godzinę.
- Mikroraptor nie mógł poruszać kończynami tak jak pokazano w serialu.

## Obsada
- Nigel Marven – On sam
- Rod Arthur – Bob Arthur - Dozorca parku
- Suzanne McNabb – Suzanne - Weterynarz parku
- David Jason – Narrator